# Villa aurepilosa
Villa aurepilosa är en tvåvingeart som beskrevs av Du,j 1991. Villa aurepilosa ingår i släktet Villa och familjen svävflugor. Inga underarter finns listade i Catalogue of Life.